# 栄誉会員
栄誉会員(えいよかいいん)とは、国の学術機関の栄誉称号。また、民間の名誉称号の一つであり、主に学会や業界団体などが定めている。

## 国の栄誉称号としての栄誉会員
日本における栄誉会員は国の特別の機関である日本学術会議の定める称号のひとつ。2011年(平成23年)7月28日に創設された称号で、日本学術会議会則第34条第1項に基づき、国内外における卓越した研究又は業績がある科学者その他の学術の発展に著しい貢献をしたと認められる科学者に対して贈られる。具体的な贈呈要件は①日本学術会議の活動に多大な寄与をなし、日本の学術の発展に著しい貢献をした科学者
②ノーベル賞その他の学術的栄誉を受けるなど卓越した研究若しくは業績がある科学者③日本の科学者コミュニティーの国際的発展に著しい貢献をした科学者で、11年12月26日に横浜薬科大学学長、筑波大学名誉教授の江崎玲於奈、東京大学特別栄誉教授の小柴昌俊、シカゴ大学名誉教授、大阪市立大学特別栄誉教授の南部陽一郎、独立行政法人科学技術振興機構研究開発戦略センター長、東京大学名誉教授の吉川弘之の4人に栄誉会員記が贈られている。
また、国立研究開発法人理化学研究所では、1億円以上の寄付者に栄誉会員の称号を贈呈している。

## 赤十字社における栄誉会員
中国における赤十字社に相当する中国紅十字会でも栄誉会員の称号を定めており、日本からは元成田日赤病院の臨床検査技師長 吉岡稔が受称し、同紅十字会から栄誉会員証を贈られている。

## 教育機関における特別栄誉会員および栄誉会員
また、日本の国立大学では主に東京大学の基金である東京大学基金や九州大学の基金である九州大学基金が寄付者に定める高位の称号として特別栄誉会員や栄誉会員の称号を定めており、熊本大学が寄付者に贈る称号として特別栄誉会員と栄誉会員称号を制定している。私立大学では東京理科大学がこの称号を定めている。

## 民間の名誉称号としての栄誉会員

### 学会における栄誉会員
学会等の組織でも栄誉会員を規定する例がある。顕著な例としては、東京工業大学名誉教授の斎藤進六が1993年に米国セラミック学会より栄誉終身会員を受称した事が挙げられる。日本の事例としては、公益社団法人日本表面科学会で特別名誉会員、名誉会員と功労会員を総称し栄誉会員としている。

### 非政府組織の栄誉会員
アジア版のダボス会議を創設すべく中国政府が全面支援して設立した非政府組織 ボアオ・アジア・フォーラムでは正式会員として発起会員、栄誉会員、基礎会員という会員資格を定めており、栄誉会員には日本の元首相の中曽根康弘もその名を連ねている。

### 報道資料
- 『毎日新聞』1993年6月7日東京夕刊
- 『読売新聞』2002年2月8日東京朝刊千葉2版

### インターネット資料
- 九州大学基金ウェブサイト「謝意について」
- 熊本大学ウェブサイト「会員資格(称号)」
- 東京大学基金ウェブサイト「寄付者特典」
- 東京理科大学ウェブサイト「維持会」
- 日本学術会議ウェブサイト「栄誉会員」
- 日本学術会議ウェブサイト「●日本学術会議栄誉会員の称号の授与について (PDF) 」
- 日本表面科学会ウェブサイト「栄誉会員」
- ボアオ・アジア・フォーラムウェブサイト「会員名単」
- 理化学研究所ウェブサイト「寄付者特典」